# Jaap Kraaier
Jacob „Jaap“ Kraaier (* 28. November 1913 in Zaandam; † 7. Januar 2004 in Egmond aan Zee) war ein niederländischer Kanute.

## Erfolge
Jaap Kraaier gewann bei den Olympischen Spielen 1936 in Berlin eine Bronzemedaille im Einer-Kajak. Auf der 1000-Meter-Strecke beendete er zunächst seinen Vorlauf mit einer Laufzeit von 4:36,5 min auf dem ersten Platz. Im Finallauf erreichte er dann hinter Gregor Hradetzky aus Österreich und dem Deutschen Helmut Cämmerer, die beide bereits im zweiten Vorlauf jeweils eine schnellere Zeit als Kraaier schafften, das Ziel. Seine Zeit von 4:35,1 Minuten war ein wenig schneller als die im Vorlauf. Der viertplatzierte US-Amerikaner Ernest Riedel kam mit drei Sekunden Rückstand auf Kraaier ins Ziel.